# Bemisia poinsettiae
Bemisia poinsettiae là một loài côn trùng cánh nửa trong họ Aleyrodidae, phân họ Aleyrodinae.
Bemisia poinsettiae được Hempel miêu tả khoa học đầu tiên năm 1922.